# Puntas de la península de Yucatán
En la península de Yucatán, punta es un término que  se utiliza como sinónimo de cabo. Le da nombre a las formaciones que configuran la costa.
Es posible distinguir dos tipos de «puntas» en función de su forma: el cordón litoral que señala las entradas de mar hacia los esteros y, por otro lado, las salientes de tierra hacia el mar que marcan un cambio de dirección en el trazo de la línea del litoral.
Las puntas aparecen a todo lo largo del litoral peninsular pero son más numerosas en la porción suroeste, entre Champotón y San Francisco de Campeche, y en la porción oriental, bañada por el mar Caribe. Muchas de estas «puntas» reciben nombres que empiezan con la partícula ni que significa ‘nariz’ en idioma maya yucateco, como en punta Nizuc, punta Nimún y punta Nitún, tal vez por el parecido de la forma de las salientes con la forma del apéndice humano.
Hay aproximadamente unas setenta puntas que tienen relevancia geográfica o histórica a lo largo del litoral de la península.